# ATP Challenger Cotia
Der ATP Challenger Cotia (offiziell: Cotia Challenger) war ein Tennisturnier, das 1993 in Cotia, Brasilien, stattfand. Es gehörte zur ATP Challenger Tour und wurde im Freien auf Hartplatz gespielt.

## Liste der Sieger

### Einzel
| Jahr | Sieger            | Finalgegner      | Ergebnis      |
| ---- | ----------------- | ---------------- | ------------- |
| 1993 | José Luis Noriega | Danilo Marcelino | 3:6, 7:6, 6:1 |

### Doppel
| Jahr | Sieger                       | Finalgegner                     | Ergebnis      |
| ---- | ---------------------------- | ------------------------------- | ------------- |
| 1993 | Otavio Della Marcelo Saliola | Danilo Marcelino Francisco Roig | 6:2, 6:7, 6:3 |